# Джонні Гонсалес Вера
Джонні Гонзалес Вера (ісп. Jhonny González Vera; нар. 15 вересня 1981) — мексиканський боксер - професіонал. Джонні триразовий чемпіон світу в двох вагових категоріях: WBO (2005-2007) в легшій вазі та двічі WBC (2011-2012, 2013-2015) в
напівлегкій вазі. Крім того володів титулом IBO (2010-2011) в напівлегкій вазі.

## Професіональна кар'єра

### Легша
Джонні Гонсалес дебютував на професійному рингу в 1999 році у віці 18 років. Перші два поєдинки програв за очками. Потім пішла тривала серія перемог. У жовтні 2001 року завоював титул чемпіона Північної Америки за версією NABF в легшій вазі (до 53,5 кг). Після цього в 2002 році Гонсалес двічі програв за очками мексиканцю Рікардо Варгасу.
У 2003 році Джонні завоював титул чемпіона Мексики. У 2004 році Гонсалес нокаутував небитих раніше американців Роджера Гонсалеса (23-0) і Габріеля Елізондо (17-0).
У 2005 році Гонсалес нокаутував в 7-му раунді тайця Ратаншаі Сор Варапая і став новим чемпіоном світу за версією WBO в легшій ваговій категорії.
У лютому 2006 року виграв нокаутом бій з американцем Марком Джонсоном. 27 травня цього ж року в тяжкому бою розділеним рішенням перебоксував мексиканця Фернандо Монтіеля.

### Друга легша
16 вересня 2006 року піднявся в другу легшу категорію (до 55 кг) заради чемпіонського бою з мексиканцем Ісраелем Васкесом. Васкес нокаутував Гонсалеса і завдав йому першої дострокової поразки на профірингу. Після цього бою Джонні знову спустився в легшу вагу.
У 2007 році захистив титул з колумбійцем Іреном Пачеко, а потім програв нокаутом філіппінцю Геррі Панелосе.
У 2008 році переміг колишнього чемпіона світу колумбійця Маурісіо Пастрана.
23 травня 2009 року в бою за титул чемпіона світу за версією WBC програв нокаутом японському боксерові Нісіока Тосіакі. Після поразки Гонсалес піднявся в напівлегку вагу.

### Напівлегка
У 2010 році Гонсалес завоював титул чемпіона світу за версією IBO. У 2011 році Джонні нокаутував японця Хасегава Ходзумі і став новим чемпіоном світу за версією WBC в напівлегкій вазі (до 57,2 кг).
У квітні 2012 року в четвертому захисті титулу переміг домініканця Еліо Рохаса.
У 2012 році програв титул мексиканцю Даніелю Понсе де Леону.
У 2013 році сенсаційно нокаутував у першому ж раунді висхідну зірку, небитого раніше мексиканця Абнера Мареса (26-0-1), і знову став чемпіоном світу за версією WBC.
24 травня 2014 року в першому захисті титулу у важкому бою завдав першої поразки гаянцю Кліве Атвеллу (12-0-1).
У жовтні 2014 року в другому захисті в 11 раунді нокаутував мексиканця Хорхе Арсе.
28 березня 2015 року втратив титул, програвши технічним нокаутом в 4 раунді американцеві Гері Расселлу-молодшому.

### Друга напівлегка
5 грудня 2015 виграв вакатний пояс WBC International Silver в другій напівлегкій вазі (до 59 кг) в поєдинку проти японця Харрікейн Фута (119-111 119-111 119-112). 
Провів три успішних захисти титулу. 
25 березня 2017 року виграв нокаутом у 3 раунді в бою проти домініканця Франсіско Контрераса Лопеса вакантний титул чемпіона Латинської Америки WBC, який три рази захистив. 